# Meidoornooglapmot
De meidoornooglapmot (Bucculatrix bechsteinella) is een vlinder uit de familie ooglapmotten (Bucculatricidae). De wetenschappelijke naam is voor het eerst geldig gepubliceerd in 1805 door Bechstein & Scharfenberg.
De soort komt voor in Europa.